# Schulen der SS, des SD und der Sicherheitspolizei
Die Schulen der SS, des SD und der Sicherheitspolizei waren in der Zeit des Nationalsozialismus Ausbildungsstätten für Angehörige der Schutzstaffel (SS), des Sicherheitsdienstes (SD), der Geheimen Staatspolizei (Gestapo) und der Kriminalpolizei (Kripo). Gestapo und Kripo wurden später zur Sicherheitspolizei zusammengefasst.
Die verschiedenen Schulen und Schultypen mit unterschiedlichen Ausbildungsschwerpunkten dienten der Ausbildung von Führern sowie von Unterführern, der Auswahl von Nachwuchskräften und eigenem Fachpersonal. So gab es allein für die Waffen-SS neben den vier offiziellen Junkerschulen in SS-Junkerschule Bad Tölz, Braunschweig (ab 1944 in Posen-Treskau), Klagenfurt-Lendorf und Prag-Dewitz achtzehn Waffen- und Fachschulen zur Ausbildung der aktiven und der Reserve-Führer sowie von Anwärtern der technischen Laufbahn und der Sonderlaufbahn. Bis zum Beginn des Zweiten Weltkrieges wurden die Absolventen im Gesamtbereich von Allgemeiner SS und Polizei eingesetzt. Sie bildeten den Führungsnachwuchs in der SS-Verfügungstruppe, in der Ordnungspolizei, in den Konzentrationslagern und SS-Totenkopfverbänden und beim SD. Über die eigentliche fachspezifische Ausbildung hinaus wurde an diesen Schulen auch eine Lebensführung und -haltung im Sinne der SS gelehrt. Die vier SS-Junkerschulen dienten von ihrer Struktur her den meisten anderen SS-Schultypen als Vorbild.

## Geschichte
Eigene Schulen für das Führungspersonal der SS waren schon früh Bestandteil des ehrgeizigen Elitekonzepts von Reichsführer SS Heinrich Himmler. In ihnen sollte das zukünftige Führer-Korps der diversen Gliederungen der SS ausgebildet werden. Da die SS eine politische Organisation war, stand in der Ausbildung ihrer Führungskader neben technischen und sportlichen Anforderungen auch die „weltanschauliche“ Erziehung im Mittelpunkt. Dazu gehörten Antisemitismus, Rassenhass und NS-Kulturpflege. Im Sinne der Erziehung im Nationalsozialismus sollten die Lehrinhalte in den Schulen der SS, des SD und der Sicherheitspolizei nach der Vorstellung der Reichsführung SS zu gleichen Teilen aus der fachspezifischen Ausbildung und weltanschaulicher Erziehung bestehen.
Im braunschweigischen Kreiensen gab es schon seit 1931 oder 1932, also schon vor der nationalsozialistischen „Machtergreifung“ 1933, eine Ausbildungsstätte für SA- und SS-Angehörige in der ehemaligen Gewehrfabrik H. Burgsmüller & Söhne. Es handelte sich um eine SA-Vorschule und eine SS-Führerschule (auch als „SS-Lehrschule“ bezeichnet). Als SA und SS am 13. April 1932 verboten wurden, zogen die Schulungsteilnehmer vorübergehend aus Kreiensen ab. Nachdem schon am 14. Juni 1932 die SA wieder zugelassen wurde, wurde die SS-Schule in Kreiensen unter der Bezeichnung „Rednerschule“ wiedereröffnet. Aus ihr ging die Motorsportschule Kreiensen des Nationalsozialistischen Kraftfahrerkorps (NSKK) hervor, die Ostern 1934 eröffnet wurde und mindestens bis 1940 bestand.
Die einzelnen Institutionen entwickelten sich schrittweise und zum Teil unabhängig voneinander. Anfang März 1935 wurde zunächst die SS-Ärztliche Junkerschule in Berlin eingerichtet, aus der später die Medizinische Akademie der SS in Graz hervorging. Erste Schritte einer SD-Führerschule erfolgten ab Januar 1935 in Berlin. Die SS-Verwaltungsschule nahm im Spätsommer 1935 in Dachau den Lehrbetrieb auf. Im Herbst 1936 eröffnete Adolf Hitler die erste militärische Führerschule der SS-Verfügungstruppe in Bad Tölz, im Sommer 1937 folgte die zweite in Braunschweig. Von der Organisationsstruktur waren die Schulen in erster Linie militärisch ausgerichtet und entsprachen vom inneren Aufbau her den Führerschulen der Allgemeinen SS. Die Führerschulen der SS-Verfügungstruppe in Bad Tölz und Braunschweig wurden am 8. August 1937 offiziell in „SS-Junkerschule“ umbenannt.
Nach dem Vorbild der Junkerschulen wurden später noch weitere Führerschulen der SS und der Polizei gegründet, die sich am Aufbau und der Organisationsstruktur der Junkerschulen orientierten. Auch in den anderen Führerschulen der SS, des SD und der Sicherheitspolizei wurde besonderer Wert auf eine Erziehung nach nationalsozialistischen Grundsätzen gelegt, nur fachlich wichen die Lehrinhalte von den Junkerschulen ab.

## Schulen und Schultypen

### SS-Junkerschulen
Die SS-Junkerschulen waren den deutschen Kriegsschulen nachempfundene Ausbildungsstätten, die während des Zweiten Weltkriegs die Aufgabe hatten, militärischen Führernachwuchs für die Waffen-SS auszubilden. Der Lehrplan umfasste Fächer wie Taktik, Gelände- und Kartenkunde, Gefechtsausbildung und Ausbildung an den eigenen Waffen, Allgemeiner praktischer Truppendienst (Waffentechnik, Schießausbildung, Exerzieren), weltanschauliche Erziehung, Heerwesen, SS- und Polizeiwesen, Verwaltungswesen, Leibesübungen, Waffenlehre, Pionierlehre, Nachrichtenlehre, Panzerlehre, Kfz-Wesen, Sanitätswesen, Luftwaffenlehre, Arbeitsstunden und Deutschunterricht.
Ihren Ursprung hatten die SS-Junkerschulen in den Führerschulen der SS-Verfügungstruppe, von denen die erste im Herbst 1936 unter der Leitung Felix Steiners in Bad Tölz und die zweite im Sommer 1937 unter der Leitung Paul Haussers in Braunschweig eingerichtet wurde. Ab dem Sommer 1938 bekleidete Hausser zusätzlich die Dienststellung eines Inspekteurs der Junkerschulen mit dem Ziel, die Effizienz dieser Ausbildungsstätten zu erhöhen. Am 8. August 1937 wurden die Führerschulen der SS-Verfügungstruppe offiziell in „SS-Junkerschulen“ umbenannt.
Im Sommer 1943 wurde in Klagenfurt-Lendorf eine dritte SS-Junkerschule eröffnet; am 1. Juni 1944 erfolgte die Umbenennung in „SS- und Waffen-Junkerschule Klagenfurt“. Sie diente neben der Junkerschule Tölz auch der Heran- und Ausbildung ausländischer Führerbewerber. Das Besondere an der Junkerschule Klagenfurt war, dass sie auch – wie es im NS-Sprachgebrauch hieß – „fremdvölkische“ Führerbewerber, z. B. Kroaten, aufnahm und für die Führerlaufbahn ausbildete. Im Frühjahr 1944 erfolgte die Inbetriebnahme der SS-Junkerschule Prag-Dewitz; der Lehrgangsbetrieb begann am 3. Juli 1944. Nachdem durch die Luftangriffe auf Braunschweig 1944 die im Braunschweiger Schloss untergebrachte Junkerschule abgebrannt war, wurde der Schulbetrieb nach Treskau in das dortige Schloss verlegt.

### Medizinische Akademie der SS
Die SS-Ärztliche Junkerschule in Berlin wurde Anfang März 1935 unter SS-Standartenführer Schlink eingerichtet. Sie stand nicht unter der Kontrolle des Inspekteurs der SS-Verfügungstruppe und der SS-Junkerschulen, sondern wurde direkt von der Reichsführung SS, Dienststelle Reichsarzt SS unter ihrem Amtschef SS-Gruppenführer Ernst-Robert Grawitz geleitet. 1937 wurde die Schule in „Medizinische Akademie der SS“ umbenannt und im Herbst 1939 nach Graz verlegt.

### SS-Führerschule des Wirtschafts-Verwaltungsdienstes
Die Führerschule des Wirtschafts-Verwaltungsdienstes wurde im Spätsommer 1935 in Dachau als SS-Verwaltungsschule Dachau eröffnet. Von April 1937 bis August 1943 wurde sie durch SS-Hauptsturmführer Johannes Baier geleitet. Die Verwaltungsschule war der Reichsführung SS, Verwaltungsamt München oder kurz dem SS-Verwaltungsamt unterstellt, das am 3. Mai 1935 geschaffen worden war. Die Verwaltung der SS-Verwaltungsschule selbst wurde im Stabsgebäude der SS-Totenkopfverbände des Übungslager Dachau untergebracht, das am Gebiet des gleichnamigen KZ angrenzte. Es war aber hier ebenfalls eine Einrichtung der SS-Verfügungstruppe und unterstand der unmittelbaren Kontrolle des SS-Inspekteurs Hausser.
In der SS-Verwaltungsschule wurden in etwa 53 Lehrgängen die zukünftigen SS-Führer im Verwaltungsdienst ausgebildet. Die Kursteilnehmer kamen aus der Allgemeinen SS und der Verfügungstruppe (aber auch vereinzelt aus den Totenkopfverbänden) und waren in den SS-Oberabschnitten bzw. in den Kompanien eingesetzt. Sie durften nicht älter als 23 Jahre sein und nicht den Dienstgrad eines SS-Untersturmführers überschritten haben.
Der erste Lehrkurs wurde von SS-Sturmbannführer Eduard Bachl abgehalten, dem damaligen Leiter der SS-Personalabteilung. Während des Zweiten Weltkrieges wurde die SS-Verwaltungsschule in Dachau aufgelöst und in Arolsen als SS-Führerschule des Wirtschafts-Verwaltungsdienstes reorganisiert. Diese SS-Schule war unmittelbar dem SS-Wirtschafts- und Verwaltungshauptamt Oswald Pohls unterstellt.

### Unterführerschulen der Waffen-SS
Die Waffen-SS verfügte nicht nur über die Junkerschulen, sondern auch über Einrichtungen, die zur Ausbildung des Unteroffiziersnachwuchses dienten. Die ersten beiden Unterführerschulen der Waffen-SS gab es ab 1940/41 in Lauenburg (Pommern) und Radolfzell; Vorbild dieser Schulen war die 1937 aufgelöste SS-Unterführerschule Dachau der SS-Totenkopfverbände. Im weiteren Verlauf des Zweiten Weltkrieges wurden Unteroffiziersschulen in Arnheim, Laibach, Lublinitz und Posen-Treskau gebildet.

### Berufsschulen der Waffen-SS
Diese Berufsschulen lieferten Mitgliedern der Waffen-SS ausreichende Ausbildung, um es ihnen zu ermöglichen, adäquate und qualifizierte Grundlagen für spätere zivile Karrieren zu erwerben. Prototyp war die im früheren Hilfswerklager (HWL) eingerichtete SS-VT-Berufsschule St. Georgen im Schwarzwald für Mitglieder der SS-Verfügungstruppe. Mit Schaffung der Waffen-SS wurde die Schule in St. Georgen unter dem Namen Berufsschule der Waffen-SS bekannt und andere Ausbildungsstätten dieser Art wurden später in Hamburg, Schleissheim nördlich von München, Mittweida und anderen Orten gegründet.

### Schulen der Sicherheitspolizei und des SD
Zur praktischen Ausbildung des eigenen Führernachwuchses wurde vom Sicherheitsdienst der NSDAP in Bernau bei Berlin 1936 die Führerschule der Sicherheitspolizei und des Sicherheitsdienstes eingerichtet. Die Kurse wurden hauptsächlich von Angehörigen des Sicherheitsdienstes und später des Reichssicherheitshauptamtes durchgeführt. Leiter dieser Schule war SS-Sturmbannführer ab 1940 Alfred Nickol (* 1911). Dem Sicherheitshauptamt und später dem RSHA, Abteilung I F unterstand auch diese Schule und hatte eigene Inspektoren.
Nach diesem Vorbild wurden auch die anderen Schulen der SS organisiert oder gegründet:
1. Führerschule der Sicherheitspolizei und des SD in Berlin-Charlottenburg, Leiter u. a. SS-Obersturmbannführer Otto Hellwig, SS-Sturmbannführer Erwin Schulz und SS-Obersturmbannführer Rudolf Hotzel[16]
2. Sicherheitspolizeischule Drögen (Fürstenberg/Havel), Leiter u. a. SS-Standartenführer Hans Trummler
3. Führerschule des Sicherheitsdienstes (Bernau bei Berlin), Leiter u. a. SS-Sturmbannführer Alfred Nickol[17]
4. Funkschule der Sipo und des SD (Schloss Grünberg bei Nepomuk) unter SS-Sturmbannführer Hoffmann
5. Schießschule (Zella-Mehlis) unter SS-Standartenführer Herbert von Daniels
6. Sportschule (Pretzsch (Elbe)) unter SS-Standartenführer Herbert von Daniels
7. Grenzpolizeischule (Pretzsch/Elbe), Leiter u. a. Karl d’Angelo
8. Schule im Kloster Frauenburg bei Fulda, Leiter u. a. Paul Hirschberg (nur für ein Jahr ab 1941 betrieben)
9. Reichsschule der Sicherheitspolizei und des Sicherheitsdienstes (Prag-Bubentsch), Leitung u. a. SS-Obersturmbannführer Karl Rabe
10. Gendarmerie-Kraftfahrschule Suhl
11. Schule der Ausbildungsabteilung der Sicherheitspolizei und des Sicherheitsdienstes in Konitz und Leberechtsdorf, Westpreußen
12. Schule zur Ausbildung von ukrainischen Agenten und Hilfskräften in Bad Rabka, bei Krakau
13. Schule des KdS von Estland für die estnische Sicherheitspolizei in Reval (Tallinn)
14. Schule zur Ausbildung von V-Leuten in Kamenz mit dem Tarnnamen „Lehrregiment Kurfürst“
15. Agentenschule des „Unternehmens Zeppelin“ in Wohlau (Schlesien) mit zeitweilige Außenstelle in Heringsdorf, ferner Agentenschule „Taubenschlag“ bei Riga, Leiter SS-Sturmbannführer Manfred Pechau

Im April 1943 wurden zwei Schulen geschlossen: Die Funkerschule in Nepomuk wurde in die Sicherheitspolizeischule Drögen integriert, und die Grenzpolizeischule wurde ersatzlos geschlossen; ihr Personal wurde ebenfalls in die Sicherheitspolizeischule Drögen übernommen. Bedingt durch die Kriegslage und knapper werdender Ressourcen liefen an den Schulen ab 1944 kaum noch Grundlehrgänge, sondern vor allem einsatzbedingte Kurse zur „Endlösung der Judenfrage“.
Nach Bestehen der Führerlaufbahn-Prüfung nahmen die Teilnehmer der Führerschulen der Sicherheitspolizei und des Sicherheitsdienstes vielfach noch an einer militärischen Ausbildung an einer der offiziellen Junkerschulen der Waffen-SS teil, um zusätzlich zu ihren nachrichtendienstlichen oder polizeilichen Grundkenntnissen auch militärisches Wissen zu erwerben.